# Município de Green (condado de Scioto, Ohio)
O município de Green (em inglês: Green Township) é um município localizado no condado de Scioto no estado estadounidense de Ohio. No ano de 2010 tinha uma população de 4 381 habitantes e uma densidade populacional de 43,07 pessoas por km².

## Geografia
O município de Green encontra-se localizado nas coordenadas 38° 38′ 21″ N, 82° 48′ 23″ O. Segundo a Departamento do Censo dos Estados Unidos, o município tem uma superfície total de 101.73 km², da qual 99,43 km² correspondem a terra firme e (2,26 %) 2,3 km² é água.

## Demografia
Segundo o censo de 2010, tinha 4 381 pessoas residindo no município de Green. A densidade populacional era de 43,07 hab./km².